# 이윤연
이윤연(1957년 5월 10일 ~ )은 대한민국의 성우이다. 1983년 MBC 9기 공채 성우로 데뷔하였다.

## 주요 출연작품

### 애니메이션
- 핑크팬더 (MBC)
- 유령대소동 (MBC)
- 어린이 명작동화 (MBC)
- 스타잔 (MBC)
- 내일은 야구왕 (MBC)
- 명탐정 코난 (투니버스) - 김설국 / 홍태영
- 이크는 멋쟁이 (MBC) - 애완견
- 출동! 러쉬맨 (MBC) - 울프
- 감바의 모험 (MBC) - 떠돌이
- 금발의 제니 (MBC)
- 우주보안관 장고 (MBC)
- 괴도 루팡 (MBC)
- 은하철도 999 (MBC) - 하록 선장
- 낚시왕 강바다 (MBC) - 방인권(처음)
- 용감한 죠리 (MBC)
- 축구열풍 (MBC) - 해설자
- 장금이의 꿈 (MBC) - 대사제
- 개구리 왕눈이 (SBS) - 투투
- 올림포스 가디언 (SBS)
- 에스카플로네 (SBS) - 바르가스 / 프레이드 왕 / 플렉투
- 요술공주 밍키 (SBS) - 복슬이
- 와일드 캣츠 (어린이TV) - 헬스판

### 애니메이션 영화
- 가공스런 미래전쟁 (MBC)
- 지구로 (MBC) - 세이크 레이 실버
- 잠수함 707 (MBC) - 레드
- 우주탐사 2100년 (MBC)

### 영화
- 블랙 라이온 (MBC) - 프로사타노스
- 천녀유혼 (MBC)
- 미션 임파서블 2 (MBC) - 앰브로즈 (더그레이 스콧)
- 블레이드 (MBC)
- 스틸 (MBC) - 맥그루거 (브루스 페인)
- 신투첩영 (MBC)
- 폴리스 아카데미 (MBC)
- 디어 헌터 (MBC)
- 나 홀로 집에 (MBC) - 아빠 (존 허드)
- 나 홀로 집에 2 (MBC) - 아빠 (존 허드)
- 나 홀로 집에 3 (MBC) - 피터 보브레 (올레크 크루파)
- 그렘린II (MBC)
- 이연걸의 정무문 (MBC)
- 디레일드 (MBC) - 국장
- 윌로우 (MBC)
- AD 2000 (MBC) - 오 반장 (오진우)
- 론머맨 (MBC) - 국장
- 황비홍2 (MBC) - 제독
- 플래시댄스 (MBC)
- 부라보 투 제로 (MBC) - 앤디
- 알리 (MBC)
- 페이스 오프 (MBC) - 티토 비온디 (로버트 위즈덤)
- 콘 에어 (MBC) - 사이러스 그리섬 (존 말코비치)
- 동사서독 (MBC) - 홍칠공 (장학우)
- 더 록 (MBC) - 로너 박사(잰더 버클리) / 린스트롬(하워드 플라트)
- 버티칼 리미트 (MBC) - 앨리엇 본 (빌 팩스턴)
- 스트레이트 슈터 (MBC)
- 시빌 액션 (MBC) - 유스티스 (시드니 폴락)
- 51번째 주 (MBC)
- 죽기 아니면 까무러치기 (SBS)
- 프라이멀 피어 (MBC) - 베일 (리차드 기어)
- 아웃 오브 아프리카(MBC) - 브롤 (클라우스 마리아 브란다워)
- 007 네버 세이 네버 어게인 (MBC) - 라르고 (클라우스 마리아 브란다워)
- 007 옥토퍼시 (MBC) - 제임스 본드 (로저 무어)
  - 007 뷰투어킬 (MBC) - 제임스 본드 (로저 무어)
- 탑건 (MBC) - 대령
- 사관과 신사 (MBC) - 폴리 교관 (루이스 고넷 주니어)
- 딥 임팩트 (MBC) - 툴친스키(알렉산드르 발루예프)
- 록키 5 (MBC) - 록키(실베스터 스탤론)
- 유주얼 서스펙트 (MBC)
- 모험왕 (MBC)
- 이연걸의 흑협 (MBC)
- 파고 (MBC) - 게리 그림스러드 (피터 스토메어)
- 라스트 모히칸 (MBC)
- 로빈 후드: 도둑들의 왕자 (MBC) - 기스본(마이클 윙컷)
- 은밀한 유혹 (MBC) - 데이빗 (우디 해럴슨)
- 내 사랑 악마 (MBC)
- 어퓨굿맨 (MBC) - 로스 대위 (케빈 베이컨)
- 나쁜 녀석들 (MBC) - 마약반 반장
- 나쁜 녀석들 II (MBC) - 타파야 (호르디 몰라)
- S.W.A.T. 특수기동대 (MBC) - 혼도 (사무엘 L. 잭슨)
- 아이 스파이 (MBC)
- 베니와 준 (MBC)
- 젠틀맨 리그 (MBC) - 도리언 그레이(스튜어트 타운젠드)
- 붉은 수수밭 (MBC) - 삼포(계춘화)
- 시카고 (MBC) - 프레드 (도미닉 웨스트)
- 상하이 나이츠 (MBC)
- 에어 포스 원 (MBC) - 코슈노브 (게리 올드먼)
- 일본침몰 (MBC) - 노자키
- 호스티지 (MBC) - 검은 복면
- 스토커 (MBC) - 윌 요킨 (마이클 바턴)
- 알렉산더 (MBC) - 젋은 톨레마이오스(엘리엇 카원)
- 세컨핸드 라이온스 (MBC)
- 더 퀸 (MBC)
- 암흑가의 두 사람 (MBC) - 그와트로
- 캐리비안의 해적: 망자의 함 (MBC) - 빌 (스텔란 스카르스고르드)
- 포 페더스 (MBC)
- 마스크 (SBS) - 찰리(리차드 제니)
- 부귀열차 (SBS)
- 독고구검 (MBC) - 유군웅 (이자웅)
- 얼라이브 (SBS) - 라파엘 (마이클 드로렌조)
- 홍콩 미스터리 (MBC)
- 분노의 목격자 (SBS) - 셔넌 헤럴드 (로버트 패트릭)
- 콩고 (MBC)
- 적벽대전 (MBC) - 조자룡 (후쥔)
- 스내치 (MBC)
- 플레이어 (MBC) - 래리 레비 (피터 갤러허)
- 덴젤 워싱턴의 복수 (SBS) - 래리 (케빈 폴락)
- 황비홍 철계투오공 (MBC) - 교주
- 겟 쇼티 (MBC)
- 건 스모크 (MBC)
- 마이키 이야기 (SBS)
- 사탄의 인형 (MBC)
- 새 엄마는 외계인 (MBC)
- 샤넬 (MBC)
- 샤머스 (MBC)
- 서든 데쓰 (SBS)
- 수어사이드 킹 (MBC)
- 톰 베린저의 스나이퍼 (MBC) - 베켓 상사(톰 베린저)
- 지아이 제인 (MBC)
- 분쇄작전 지옥의 전사들 (MBC)
- 지킬 박사와 미스 하이드 (MBC)
- 타워링 (MBC) - 마이크 (스티브 맥퀸)
- 토토의 천국 (MBC)
- 패트리어트 게임 (MBC) - 케빈 (패트릭 버긴)
- 폴링 인 러브 (MBC)
- 업 클로즈 앤 퍼스널 (MBC)
- 프리잭 (MBC) - 빅터 바센다크 (믹 재거)
- 007 살인면허 (MBC) - 산체스 (로버트 다비)
- 성룡의 홍번구 (SBS)
- 라이징 선 (MBC)
- 국경선 (SBS) - 라이델 (마이클 러너)
- 지 아이 제인 (MBC) - 얼 게일 교관 (비고 모텐슨)
- 천사의 음모 (MBC) - 리노 애덤스 (에릭 로버츠)
- 플래툰 (MBC) - 알라이어스 분대장 (윌렘 데포)
- 새벽의 7인 (MBC) - 요셉 (안소니 앤드류스)
- 써든 데스 (MBC) - 조슈아(파워스 부스)
- 형사 스타크 (MBC) - 코너(세스 자프)
- 은빛 안장 (MBC) -  터너(지아니 드 루이지)
- 금옥만당 (MBC) - 황영(웅혼혼)
- 허리케인 (MBC) - 메이글 선장(제롬 코원)
- 레비아탄 (MBC) - 토니(마이클 카마인)
- 조슈아 트리 (SBS) - 슈샤인(마이클 폴 첸)
- 레미제라블 (SBS) - 바오넬(크리스토퍼 오덴트) / 변호사(장 피에르 베르나르)
- 윈체스터 73 (MBC) - 스티브(찰스 드레이크) / 남성(스티브 대럴)
- E.T.  (MBC) - 의사(알렉산더 람포네)
- 리썰 웨폰 3(MBC) - 자동차 정비소 직원(피트 안티코)
- 중안조(MBC) - 홍정방(정칙사)

### 외화
- 미녀와 뱀파이어 (MBC)
- 머나먼 정글 (MBC) - 맥케이(댄 고티어)
- CSI 뉴욕 (MBC) - 폴 마틴 (토니 쉬에나)
- CSI 마이애미 (MBC) - 탐 로먼 (크리스찬 클레멘슨)
- 시카고 특별 수사대 (MBC)
- 아카풀코 해변수사대 (SBS)

### 방송
- 리얼TV 경찰 24시 (ITV)
- 인간시대 (MBC)
- 나도 한마디 (대구MBC)
- 라디오 북카페(오만과 편견) (SBS 러브FM) - 빙리
- 배한성 배칠수의 고전열전 (MBC 표준FM)
- 만화열전 - 열혈강호 (MBC 라디오) - 유세하
- 만화열전 - 레드문 (MBC 라디오) - 아우렐로
- 자연과 사람들 (MBC)
- 장학퀴즈 (MBC)
- 퀴즈아카데미 (MBC)
- 제4공화국 (MBC) - 목소리 출연